# Kliniska Wielkie

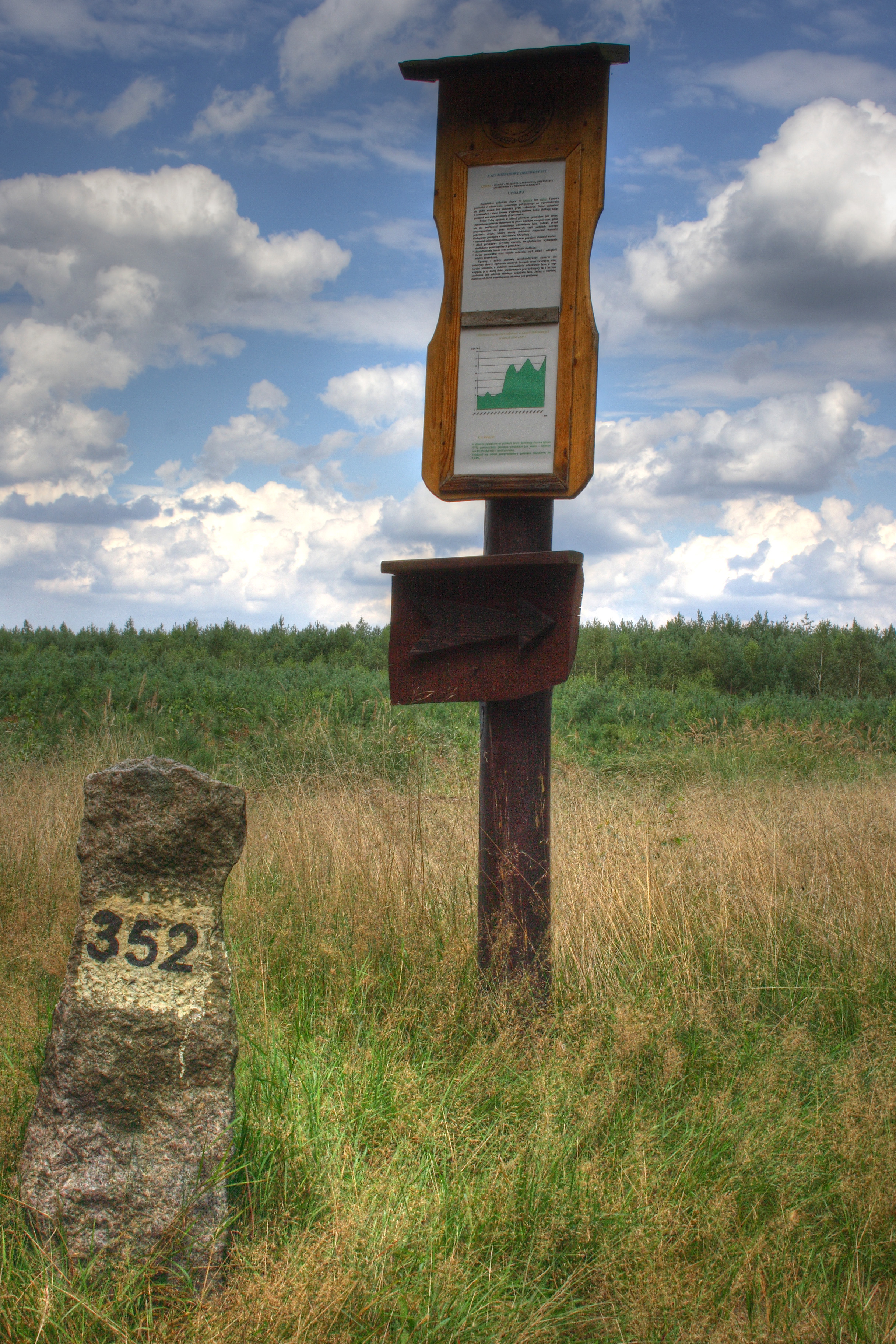
Jeden z przystanków ścieżki spacerowo-dydaktycznej

Kliniska Wielkie (niem. Groß Christinenberg) – wieś sołecka w Polsce położona w województwie zachodniopomorskim, w powiecie goleniowskim, w gminie Goleniów.
W latach 1954–1968 wieś należała i była siedzibą władz gromady Kliniska Wielkie, a po jej zniesieniu należała do gromady Lubczyna. W latach 1975–1998 miejscowość położona była w województwie szczecińskim. W roku 2009 wieś liczyła 1 168 mieszkańców.
W skład sołectwa Kliniska Wielkie wchodzą: osada Rurka, leśniczówka Pucko oraz część wsi Kliniska Małe.

## Geografia
Wieś leży ok. 13 km na południowy zachód od Goleniowa, przy drodze ekspresowej S3, przy trasie linii kolejowej nr 401.

## Historia
Początki osadnictwa na obszarze wsi miały miejsce już w epoce ceramiki sznurowej, o czym świadczą liczne znaleziska archeologiczne. Osada na tych terenach istniała dalej, poprzez kulturę łużycką, przez epokę brązu, aż po epokę żelaza. Następne odkrycia pochodzą już z wieków IX – XI i świadczą, że w tym okresie znajdował się tutaj gród obronny z osadą. Od XIII wieku obszar ten przejęli kołbaccy cystersi. Od roku 1534 ziemie obecnych Klinisk należały do państwa, najpierw księstwa pomorskiego, potem Brandenburgii i Prus. Pierwsza wzmianka o wsi pochodzi z 1754 roku, kiedy to założono wieś królewską, której nazwa pochodziła od imienia żony króla Fryderyka II – Krystyny. Wieś założono na planie regularnej ulicówki. W 1827 liczyła ona 425 mieszkańców. Do końca XIX wieku większość mieszkańców zajmowała się rolnictwem. Po uruchomieniu linii kolejowej Szczecin – Goleniów – Świnoujście, przebiegającej do dziś przez Kliniska, pracę znalazło tu i osiedliło się wielu kolejarzy, później zaś leśników, drwali i rzemieślników. Wieś cały czas rozbudowywała się, a po wojnie „wchłonęła” wiele mniejszych kolonii. Obecnie częścią wsi są Kliniska Małe (dawniej – Klein Christinenberg).

## Zabytki i atrakcje turystyczne
Kościół filialny pw. bł. Michała Kozala z 2. poł. XX wieku, rzymskokatolicki należący do parafii pw. Niepokalanego Poczęcia Najświętszej Maryi Panny w Rurzycy, dekanatu Szczecin-Dąbie, archidiecezji szczecińsko-kamieńskiej, metropolii szczecińsko-kamieńskiej.
Przez wieś prowadzi niebieski szlak Anny Jagiellonki ze Szczecina Załomia do Stargardu.
Zabytkowe domy murowane z XIX/XX w.

## Oświata
W Kliniskach Wielkich znajduje się Szkoła Podstawowa im. prof. Wiesława Grochowskiego.

## Gospodarka
We wsi istnieją między innymi: sala wystawowo-konferencyjna, zakład produkcji tektury i opakowań z tektury falistej „Mondi”, piekarnia „Asprod” i składnica drewna. Działa tutaj stowarzyszenie odnowy wsi „Grodnica”.

## Przyroda
Jest tutaj leśna ścieżka dydaktyczna pokazująca przyrodę Puszczy Goleniowskiej. Obok rośnie 450-letnia lipa „Anna”, pod którą, według legend, odpoczywała księżna pomorska, żona Bogusława X – Anna Jagiellonka.

## Sport
A-klasowy klub sportowy we wsi to „Leśnik” Kliniska Wielkie. W roku 2013 odbyła się pierwsza edycja Maratonu Puszczy Goleniowskiej – pierwszego biegu maratońskiego w aglomeracji szczecińskiej organizowanego przez Nadleśnictwo Kliniska i Stowarzyszenie ProGDar Marathon Team. Bieg został uznany za wydarzenie roku i wyróżniony nagrodą „Barnim 2013” przyznawaną przez władze Gminy i Miasta Goleniów.

## Komunikacja
W Kliniskach Wielkich znajduje się stacja kolejowa linii kolejowej nr 401.
W Kliniskach Wielkich znajduje się jedyny czynny w Polsce drogowy odcinek lotniskowy.